# کهیوه
کهیوه (به انگلیسی: Kheiwa) یک شهرک در پاکستان است که در جهنگ، پاکستان واقع شده‌است.